# Valdelacuesta
Valdelacuesta es una localidad situada en la provincia de Burgos, comunidad autónoma de Castilla y León (España), comarca de Las Merindades, partido judicial de Villarcayo, ayuntamiento de Merindad de Cuesta-Urria.

## Geografía
En la margen derecha del río Nela, al pie de la Sierra de la Tesla, a 6 km  al este Nofuentes ,  capital del municipio;  12  de Villarcayo, cabeza de partido, y  86 de Burgos. 

### Comunicaciones
- Carretera:  Local BU-V-5606 de acceso a la nacional N-629 , a 3 km, donde circula la línea de autobuses Villarcayo-Miranda de Ebro.

## Demografía
En el censo de 1950 contaba con 39 habitantes, reducidos a 1 en el padrón municipal de 2007.

## Historia
Valdelacuesta  perteneciente a la Merindad de Cuesta-Urria  en el  Partido de Castilla la Vieja en Laredo, con jurisdicción de realengo.
A la caída del Antiguo Régimen queda agregado al ayuntamiento constitucional de Merindad de Cuesta-Urria, en el partido de Villarcayo perteneciente a la región de  Castilla la Vieja.

## Parroquia
No tiene iglesia, derruida hace años. Los restos se encuentran cercados, al igual que el resto del pueblo.

## Enlaces de Interés
https://es.wikipedia.org/wiki/Jose_mallen_buj
- Datos: Q6158710